# مدنيت (يكباغ)
مدنيت هي بلدة في مقاطعة يكباغ في ولاية قشقداريا في أوزبكستان.